# جنرال إلكتريك إف110
جنرال إلكتريك إف110 (بالإنجليزية: General Electric F110)‏ هو محرك توربيني مروحي مع حراق لاحق، من أنتاج شركة جنرال الكتريك للطيران.ويستخدم محرك إف110 نفس تصميم النواة لأساسية لمحرك جنرال إلكتريك إف 101. ومحرك جنرال الكتريك إف118 هو الطرز البديل لمحرك إف110 ولكن من دون حراق لاحق. ويبنى المحرك أيضا بترخيص من قبل شركة الصناعات الجوية التركية.

## الاستخدامات
- إف-14بي/دي سوبر توم كات
- إف-15أس / إف-15كيه / إف-15أس جي / إف-15أس ايه سترايك إيغل
- إف-16 فايتنغ فالكون
- إف-16 أكس إل
- ميتسوبيشي إف 2

## المواصفات (إف110)

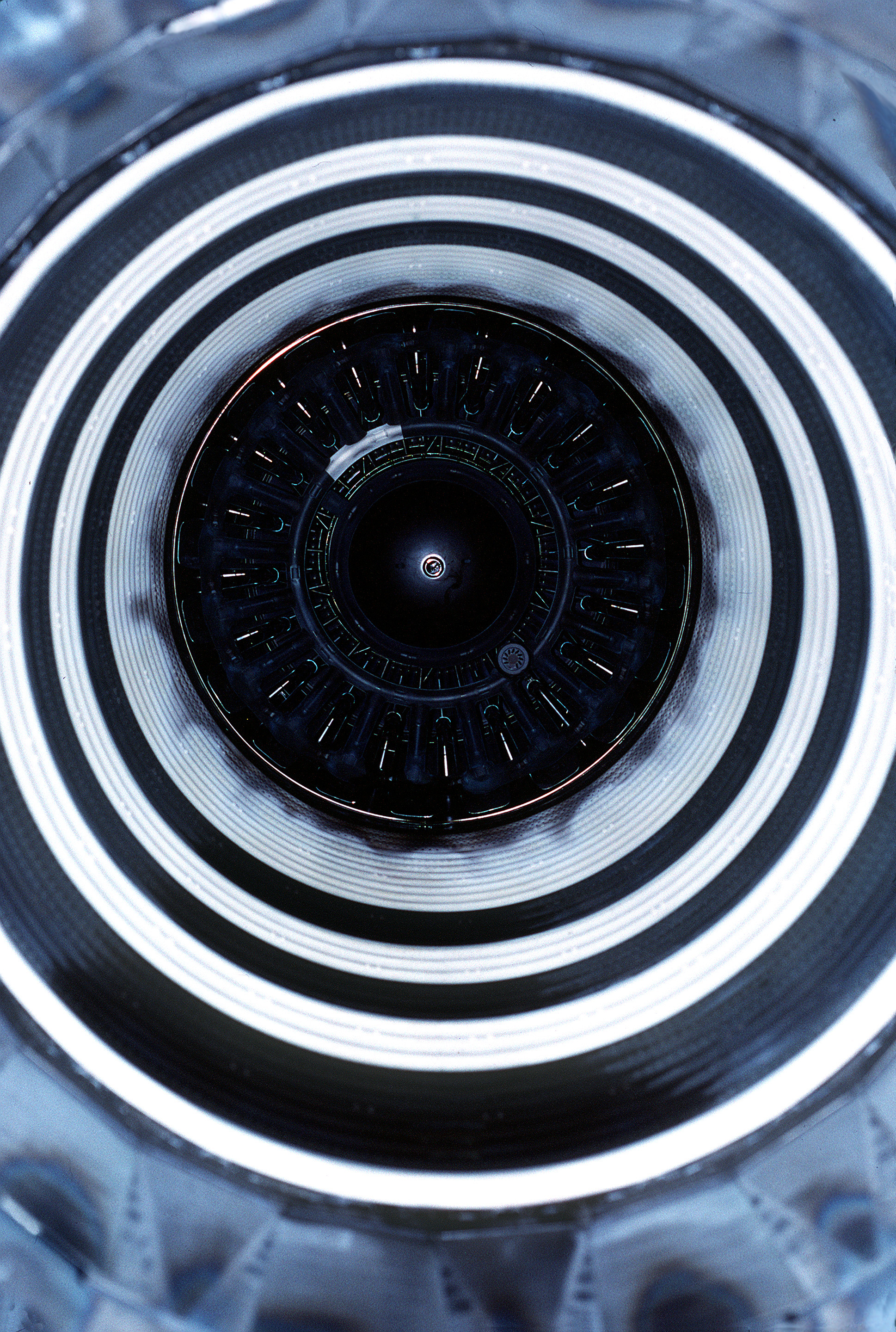
محرك جنرال إلكتريك إف110 يظهر من خلال مخرج العادم إف-14دي

### الخصائص العامة
- نوع: محرك توربيني مروحي مع حراق لاحق
- الطول: 182,3 حتي 232,3 بوصة (463-590 سم)
- قطر: 46.5 بوصة (118 سم)
- الوزن الجاف: 3,920 - 4400 رطل (1,778 - 1,996 كجم)

### مكونات
- ضاغط: 2 التخزين المؤقت: 3 مروحة و 9 مراحل ضاغط الضغط العالي
- الاحتراق: حلقي
- التوربين: 2 الضغط المنخفض و1 مراحل الضغط العالي

### أداء
- أقصى قوة دفع: 27,000 - 28,000 رطل (120-125 كيلو نيوتن)
- نسبة الضغط الكلي: 29.9:1 - 30.4:1
- درجة حرارة مدخل التوربينات: 2750F (1510C)ء [2]
- نسبة قوة الدفع إلى الوزن: 6.36:1
  - المصدر: F110-100/-400 نسخة محفوظة 16 سبتمبر 2006 على موقع واي باك مشين.

## وصلات خارجية
- جنرال إلكتريك للطيران - عائلة محركات إف110
- جمعية محركات الطائرات التاريخية - صور محرك إف110-جي إي-100
- الأمن العالمي - إف110
- vnfawing منتديات - جنرال الكتريك إف110